# 古山良司
古山 良司（ふるやま りょうじ、1929年6月28日 - 2011年8月22日）は、国営競馬、日本中央競馬会に所属した騎手、調教師。神奈川県横浜市出身。父は騎手の古山喜三郎。

## 概要
1950年に騎手デビュー。早くより頭角を現し、1950年代から1960年代にかけて第一線の騎手として活動、「戦後派ナンバーワン」との評を取り、コマツヒカリで東京優駿（日本ダービー）に優勝したほか、「走る精密器械」と呼ばれたタカオー、「怪物」タケシバオーといった名馬の主戦騎手を務めた。騎手通算は4409戦619勝、うち八大競走5勝を含む重賞24勝。
1970年より調教師に転身し、美浦トレーニングセンターに所属。2000年の引退までに数々の重賞勝利馬を手掛けた。調教師通算4541戦372勝、うち重賞18勝。

## 経歴
1929年、神奈川県横浜市根岸に生まれる。父・喜三郎は横浜競馬場・杉浦照厩舎所属の騎手であった。1942年に県立商工実習学校商業科に入学するも、前年末に太平洋戦争が勃発、戦況悪化とともに学業よりも勤労動員がもっぱらとなっていった。古山は農作業などに従事していたが、「なぜいい若い者がこんなことをやっているのか」と不満を抱き、1944年に予科練に入隊、霞ヶ浦航空隊で特攻要員の飛行練習生となった。しかし翌1945年6月10日の空襲で左脚を負傷、さらに療養中に盲腸炎を発症し、その療養中に終戦を迎えた。なお、負傷の後遺症から古山は左脚が右脚よりも数センチメートル短くなり、騎手デビュー以降は足を掛ける鐙の長さも左右で異なっていたという。
復員後は学校に戻り、その卒業後は職を転々としていたが、1946年に国営競馬が再開され、喜三郎との競馬観戦をきっかけに騎手への興味を抱いた。古山は東京競馬場・久保田彦之門下の内藤潔を訪ねたが、当時内藤は現役騎手で弟子を取れなかったため、名目上久保田彦之の弟子となり、内実として内藤の内弟子という形となった。
1950年4月9日に騎手デビュー。初騎乗馬はのちに中山大障害（春）に優勝するエイシャインで、3着であった。6月に騎乗馬カネユキ（のちに天皇賞馬オーテモンの母）で初勝利を挙げる。翌年5月にツキヤスで中山大障害（春）に優勝し、重賞を初制覇。その後急速に頭角を現し、1953年には49勝を挙げて全国ランキング5位に付けると、1955年春にはタカオーで天皇賞を制し、八大競走を初制覇。またこの年自己最高となる70勝を挙げ、全国3位に付けた（前年も64勝で3位）。1959年にはコマツヒカリに騎乗して東京優駿（日本ダービー）に優勝し、ダービージョッキーとなった。なお、中山大障害と日本ダービーを両方制している騎手は、古山を含め史上6名のみである。
しかし1960年、酒が過ぎて調教をすっぽかすといった失態が続き、半年間ほとんど騎乗できず、完全に干される形となった。この様子を見た友人の藤本勝彦が、大厩舎の主であった父の藤本冨良に古山の身元の引き受けを頼み、古山が懇意にしていた橋本輝雄と久保田からも藤本へ同様の要請があったことから、1960年に藤本冨良厩舎へ移籍する運びとなった。当時の競馬サークルでは、藤本厩舎へ行かなければ古山は競馬界から消えていたとも言われた。藤本は「本人が、気を入れてやったというのが、よかったんじゃないの。あの男、いい人間なんだ。悪い男じゃないんだ。ただ、酒が好きすぎた。ぼくは酒を呑もうが、なにをしようが、なんにも言わない。自分の仕事さえキチンとやっていればね」と、当時を語っている。
その後立ち直り、1962年には内藤厩舎のヤマノオーで皐月賞、久保田厩舎のヒロヨシで優駿牝馬（オークス）に優勝するなど活躍した。騎手生活の晩年となった1968年から1969年にかけては、「怪物」と称されたタケシバオーの主戦騎手となり、1969年の天皇賞（春）などに優勝、同年11月にはワシントンD.C.インターナショナルに招待された同馬とともに、アメリカ遠征も経験した。
タケシバオー引退後の1970年もしばらくは騎手生活を続けていたが、同年8月に藤本厩舎の一番弟子であった蛯名武五郎（当時調教師）が死去すると、藤本に請われて騎手を引退、調教師不在となった蛯名厩舎の管理を引き継ぐ形で調教師に転身した。
調教師としてはGI級競走に優勝することはできなかった（GI級競走における1番人気での敗退が通算5回ある）が、「走る精密機械」と称されたトーヨーアサヒ、「トライアル三冠馬」サンエイソロン、GI競走の善戦マンとして知られたスダホークなど、個性的な馬を数々管理した。しかし1990年代以降は重賞勝利などの目立った成績を挙げることはなく、2000年2月29日付で70歳定年により調教師を引退した。
2011年8月22日、病気のため東京都府中市の自宅で死去。82歳没。

## 騎手としての特徴
コマツヒカリの日本ダービー、ヤマノオーの皐月賞、ヒロヨシのオークスが、いずれも重馬場での勝利であったこともあり、「雨の古山」の異名を取った。しかし古山自身は「私が走るんじゃないですよ。たまたま雨に強い馬に当たっただけです。私がやったのは前のレースや、本番の返し馬の時にどこを走らせればいいのか馬場状態をアタマに入れたことだけ。私はいつも逃げが少なく、後ろから行くほうでしたからね」と語っている。また自身が語っているように、比較的追い込み戦法を取ることが多かった。
ダービーニュース記者の山口進は、「たしかに、古山の追い込みは冴えていた。しかし、手堅い好位マークで行くというレースぶりはあまり見たことがない。（中略）追い出しのタイミングをつかむのがうまく、追い込んでチョイ足りないというレースというのはあまりみたことがなかった。見事なゴボウ抜きを演じてくれる人でもあった」と評している。

## 通算成績

### 騎手成績
| 年     | 区分 | 1着 | 2着 | 3着 | 4着以下 | 騎乗数 | 勝率 | 連対率 |
| ------ | ---- | --- | --- | --- | ------- | ------ | ---- | ------ |
| 1950年 | 平地 | 10  | 9   | 3   | 37      | 59     | .169 | .322   |
| 1950年 | 障害 | 3   | 7   | 3   | 5       | 18     | .167 | .556   |
| 1950年 | 計   | 13  | 16  | 8   | 42      | 77     | .169 | .376   |
| 1951年 | 平地 | 14  | 18  | 21  | 64      | 117    | .120 | .274   |
| 1951年 | 障害 | 13  | 5   | 2   | 7       | 27     | .481 | .667   |
| 1951年 | 計   | 27  | 23  | 23  | 71      | 144    | .187 | .347   |
| 1952年 | 平地 | 27  | 21  | 31  | 92      | 171    | .158 | .281   |
| 1952年 | 障害 | 6   | 3   | 3   | 8       | 20     | .300 | .450   |
| 1952年 | 計   | 33  | 24  | 34  | 100     | 191    | .172 | .298   |
| 1953年 | 平地 | 49  | 41  | 39  | 127     | 256    | .191 | .352   |
| 1954年 | 平地 | 64  | 56  | 55  | 179     | 354    | .181 | .339   |
| 1955年 | 平地 | 70  | 51  | 46  | 217     | 384    | .182 | .315   |
| 1956年 | 平地 | 41  | 47  | 41  | 172     | 301    | .136 | .292   |
| 1957年 | 平地 | 47  | 44  | 52  | 197     | 340    | .138 | .268   |
| 1958年 | 平地 | 30  | 37  | 37  | 183     | 287    | .105 | .233   |
| 1959年 | 平地 | 34  | 39  | 36  | 176     | 285    | .119 | .256   |
| 1960年 | 平地 | 14  | 16  | 26  | 102     | 158    | .089 | .190   |
| 1961年 | 平地 | 19  | 25  | 23  | 104     | 171    | .111 | .257   |
| 1962年 | 平地 | 30  | 34  | 34  | 133     | 231    | .130 | .277   |
| 1963年 | 平地 | 23  | 18  | 27  | 147     | 215    | .107 | .191   |
| 1964年 | 平地 | 25  | 21  | 27  | 139     | 212    | .118 | .217   |
| 1965年 | 平地 | 26  | 19  | 31  | 142     | 218    | .119 | .206   |
| 1966年 | 平地 | 30  | 14  | 26  | 107     | 177    | .169 | .249   |
| 1967年 | 平地 | 11  | 14  | 13  | 59      | 97     | .113 | .258   |
| 1968年 | 平地 | 14  | 20  | 16  | 79      | 129    | .109 | .264   |
| 1969年 | 平地 | 15  | 12  | 8   | 69      | 104    | .144 | .260   |
| 1970年 | 平地 | 4   | 14  | 5   | 38      | 61     | .066 | .295   |
| 計     | 平地 | 597 | 570 | 604 | 2573    | 4344   | .137 | .269   |
| 計     | 障害 | 22  | 15  | 8   | 20      | 65     | .338 | .569   |
| 計     | 総計 | 619 | 585 | 612 | 2593    | 4409   | .140 | .273   |

#### 主な騎乗馬
※括弧内は古山騎乗による優勝重賞競走。
八大競走優勝馬
- タカオー（1955年天皇賞・春など重賞2勝）
- コマツヒカリ（1959年東京優駿）
- ヤマノオー（1962年皐月賞など重賞2勝）
- ヒロヨシ（1966年優駿牝馬）
- タケシバオー（1969年天皇賞・春など重賞3勝）

その他重賞競走優勝馬
- ツキヤス（1951年中山大障害・春）
- サンゲツ（1952年朝日杯3歳ステークス）
- アサトモ（1953年金杯）
- マサハタ（1955年クモハタ記念）
- トシワカ（1957年ダイヤモンドステークス）
- ダイマンゲツ（1959年読売カップ・春）
- ケンロクオー（1961年セントライト記念）
- ハマセントキ（1961年アラブ王冠・秋）
- フジムスメ（1963年読売カップ・秋）
- トキクイン（1963年京王杯オータムハンデキャップ）
- オーギ（1964年読売カップ・春）
- ウイステリヤ（1965年福島記念）
- ダーリングヒメ（1968年福島大賞典、七夕賞）

その他
- カブトシロー

### 調教師成績
| 通算成績 | 1着 | 2着 | 3着 | 4着以下 | 出走回数 | 勝率 | 連対率 |
| -------- | --- | --- | --- | ------- | -------- | ---- | ------ |
| 平地     | 362 | 408 | 421 | 3,276   | 4,467    | .081 | .172   |
| 障害     | 10  | 13  | 7   | 44      | 74       | .135 | .311   |
| 計       | 372 | 421 | 428 | 3,320   | 4,541    | .082 | .174   |

- 初出走 1971年3月6日 タマクラヒメ（14着）
- 初勝利 1971年3月6日 スピードシエン

#### 主な管理馬
- トーヨーアサヒ（京王杯オータムハンデキャップ、ダイヤモンドステークス、日本経済賞、ステイヤーズステークス、アルゼンチンジョッキークラブカップ）
- シマノカツハル（金杯・東）
- ユキフクオー（オールカマー）
- サンエイソロン（スプリングステークス、NHK杯、京都新聞杯、大阪杯）
- スダホーク（弥生賞、アメリカジョッキークラブカップ、京都記念、阪神大賞典）
- モガミヤシマ（NHK杯、中山記念）
- モガミナイン（スプリングステークス）

## 主な厩舎所属者
※太字は門下生。括弧内は厩舎所属期間と所属中の職分。
- 大江原哲（1971年-1980年 騎手）
- 樋口弘（1972年-1973年 騎手）